# Toropălești, Buzău
Toropălești este un sat în comuna Buda din județul Buzău, Muntenia, România.